# Stemodiopsis buchananii
Stemodiopsis buchananii är en tvåhjärtbladig växtart som beskrevs av Sidney Alfred Skan. Stemodiopsis buchananii ingår i släktet Stemodiopsis och familjen Linderniaceae. Utöver nominatformen finns också underarten S. b. pubescens.